# Osornogyndes tumifrons
Genre
Espèce
Osornogyndes tumifrons, unique représentant du genre Osornogyndes, est une espèce d'opilions laniatores de la super-famille des Gonyleptoidea à l'appartenance familiale incertaine.

## Distribution
Cette espèce est endémique de la région des Lacs au Chili. Elle se rencontre dans la province d'Osorno.

## Description
Le mâle holotype mesure 3,97 mm et la femelle paratype 4,54 mm.

## Publication originale
- Maury, 1993 : « Gonyleptidae (Opiliones) del bosque subantartico chileno-argentino 3. Descripcion de Osornogyndes, nuevo genero. » Boletín de la Sociedad de Biología de Concepción, vol. 64, p. 99–104.